# Lieuran-lès-Béziers
Lieuran-lès-Béziers är en kommun i departementet Hérault i regionen Occitanien i södra Frankrike. Kommunen ligger i kantonen Béziers 2e Canton som tillhör arrondissementet Béziers. År 2022 hade Lieuran-lès-Béziers 1 483 invånare.

## Befolkningsutveckling
Antalet invånare i kommunen Lieuran-lès-Béziers
Referens:INSEE